# Гольшанська Юліана Іванівна
Юліана (Уляна) Гольшанська (лит. Julijona Alšėniškė, пол. Julianna Holszańska) — дочка зрущеного литовського князя, намісника київського Івана Ольгимонтовича від смоленської князівни Агрипини Святославни. Сестра Андрія, Михайла, Семена й Олександра Гольшанських. 

## Життєпис
У першому шлюбі дівчина була за кн. Іваном Карачевським, якого отожсамлюють з Іваном Мстиславичем Хотетом — відповідно до Бархатної книги онуком Феодори Ольгердівни та Святослава Титовича. Цього «руського герцога», за твердженням німецького хронікера Йоганна фон Посільге, Вітовт нібито повелів обезголовити, щоби самому одружитись з Юліаною, своєю, мовляв, облюбеницею. Правда це чи тільки наговори — достоту невідомо. 
По вмерлій 31 липня 1418 року своїй першій дружині Ганні Вітовт, за словами польського хроніста Яна Длугоша, «тужив гірко, але недовго», й 13 листопада побрався з Гольшанською. Оскільки господар доводився останній родичем, віленський біскуп Пйотр Краковчик відмовивсь їх вінчати без папської диспенсації. Натомість це зробив влоцлавський владика Ян Кропідло, що мав приязні стосунки з Кейстутовичем. Виходячи заміж, Вітовтова обраниця перейшла в католицтво, хоча й надалі лишилась прихильною к православ'ю. Сама ж церемонія вінчання відбулася в Городні перед чималим зібранням князів й панів. На неї також присогласили польського короля Ягайла з дружиною Ельжбетою Грановською. Врешті-решт, на рубежі 1418–19 року очолюване Петром Вольфрамом посольство ВКЛ таки навідало папу римського Мартина V і виклопотало диспенсацію на вже укладений матримоніальний союз.   
Історик Ян Тенговський називає цей шлюб «чистою примхою» великого князя, тоді як Ярослав Нікодем та Вільям Урбан добачають радше політичний мотив: поріднення з Гольшанськими зміцнювало Вітовтове становище на руських землях ВКЛ, а син, народжений у цьому зв'язку, став би спадкоємцем престолу.        
Подружнє життя, схоже, склалось гармонійно, однак дітей пара не мала. На відміну від Анни нова велика княгиня не брала активної участі в політиці, звістки про неї уривчасті. Наприклад, 1421 року посол короля Англії, мандрівник Жільбер де Лануа зустрівся з Вітовтом та Юліаною в Кам'янці, діставши від жінки у дарунок золотий ланцюжок і велику татарську монету (дукач) для носіння на шиї, як ознаку її двору. Гольшанська і сама отримувала дари — від тевтонського магістра Пауля фон Русдорфа, а коли 1425–26 рр. тяжко занедужала той на прохання мужа прислав їй ліки та лікаря на ймення Генрик (arczt meister Henrich). В 1429 вона стала членом Ордена Дракона. Єдиним знаним її урядником (чашником) був кн. Костянтин Іванович Прихабський Друцький.      
1 квітня 1428 Вітовт записав дружині віно на м. Новогрудок, ряд навколишніх сіл і дворів, а помираючи, згідно з оповіддю Яна Длугоша, доручив Ягайлові опікуватись нею. На похороні Юліана ри́дма голосила, повторюючи знов і знов, що зосталась сиротою. Під час династичної війни між Сигізмундом й Свидригайлом останній повелів уморити вдовицю всупереч обіцянці боронити її.     
Згідно з Теодором Нарбутом, Гольшанська нібито померла 1448 р. в селі Дубровиця біля Львова на 70 віці життя й була похована у віленськім костелі св. Анни. Сучасні ж дослідники відкидають ці звістки як недостовірні.

## Завваги
1. ↑  Висловлювалась навіть думка, що вони познайомились на похороні Анни і великий князь так нею захопився, що вирішив зробити дружиною[5].
2. ↑  Власне «на просьбу и на жоданье» Юліани Вітовт наділив угіддями православний монастир Різдва Пречистої Богородиці в Троках, який за припущенням білоруського дослідника Юрія Микульського[be] могла заснувати сама велика княгиня[6]. Для її особистих нужд була вимурована православна церква чи то пак каплиця святого Георгія на одному з острівців озера Гальве непоодаль Троцького замку. Пізніш храм перейшов до Сапегів, що зробили з нього родову усипальницю, 1596 р. був відданий уніатам з підпорядкуванням віленському монастирю Святої Трійці, а в 1655 — зруйнований під час польсько-російської війни[7]. Прикметно, що Вітовт і Ягайло звертались 1417 р. до отців Констанцького собору з проханням скасувати практику перехрещування «русинів», себто православних, при їхнім переході в католицтво[8].
3. ↑  Нове Село (чи Кубарка), Городечно, Бретена, Басино, Півберег[be], Делятичі, Любча, Осташин[be], Негневичі[be], Полоная[be], Кореличі, Свержень[be], Цирин[be], Полонка[be], Почапово[be], Ляхово, Бобри (?) і Вакініки (Войдатово)[19][1].